# サルティラーナ・ロメッリーナ
サルティラーナ・ロメッリーナ（伊: Sartirana Lomellina）は、イタリア共和国ロンバルディア州パヴィーア県にある、人口約1,500人の基礎自治体（コムーネ）。

## 地理

### 位置・広がり

#### 隣接コムーネ
隣接するコムーネは以下の通り。括弧内のALはアレッサンドリア県所属を示す。
- ボッツォレ (AL)
- ブレーメ
- メーデ
- セミアーナ
- トッレ・ベレッティ・エ・カステッラーロ
- ヴァッレ・ロメッリーナ
- ヴァルマッカ (AL)

### 気候分類・地震分類
気候分類では、zona E, 2730 GGに分類される。
また、イタリアの地震リスク階級 (it) では、zona 4 (sismicità molto bassa) に分類される
。

## 行政

### 分離集落
サルティラーナ・ロメッリーナには、以下の分離集落（フラツィオーネ）がある。
- Moncucco, Tenuta Mora, Tenuta San Giorgio, Cascina Parzano, Tenuta Pero, Tenuta Boscobasso

## 姉妹都市
- Blainville-sur-Orne、フランス 2007年